# Лисья Слободка
Ли́сья Слобо́дка (рос. Лисья Слободка) — присілок у складі Підосиновського району Кіровської області, Росія. Входить до складу Демьяновського міського поселення.
Населення становить 115 осіб (2010, 137 у 2002).
Національний склад станом на 2002 рік — росіяни 96 %.